# Chwamli

Chwamli (georgisch ხვამლი), auch Chomli, ist ein Kalksteinmassiv in Georgien, im Westen der historisch-geografischen Region Letschchumi, auf dem Gebiet der heutigen Munizipalitäten Zageri und Zqaltubo. Seine Höhe beträgt 2002 m. Es ist eine aus Kreidekalk aufgebaute doppelte Schichtstufe.